# Mystère à Paris
Mystère à Paris est une série télévisée française, sous la forme d'une collection de téléfilms d'anthologie produite par France 2, diffusée de 2011 à 2018.
Ces fictions ont pour point commun de porter le registre du thriller dans le Paris de la Belle Époque.
La série est arrêtée en mars 2019 par France 2, à la suite d'une baisse d'audiences des deux derniers épisodes.

## Liste des épisodes
1. Mystère au Moulin-Rouge
2. Mystère à la tour Eiffel
3. Mystère à l'Opéra
4. Mystère au Louvre
5. Mystère place Vendôme
6. Mystère à l'Élysée
7. Mystère à la Sorbonne

## Acteurs principaux
- Émilie Dequenne : Diane Barraud (épisode 1)
- Grégory Fitoussi : Julien Anselme (épisode 1)
- Dominique Besnehard : Charles Zidler (épisode 1)
- Adrienne Pauly : Lila (épisode 1)
- Marius Colucci : Armand Meyer (épisode 1)
- Maud Le Guénédal : La Goulue (épisode 1)
- Marie Denarnaud : Louise Massard (épisode 2)
- Aïssa Maïga : Henriette (épisode 2)
- Grégori Derangère : Grégoire Murat (épisode 2)
- Mathilda May : Eva Fontaine (épisode 3)
- Antoine Duléry : Julien Meursault (épisode 3)
- Frédéric Bouraly : Maurice Jourdeuil (épisode 3)
- Pauline Cheviller : Faustine Fontaine (épisode 3)
- Hugo Becker : Paul Santerre (épisode 3)
- Anne Benoît : Yvonne Jourdeuil (épisode 3)
- Lionnel Astier : Inspecteur Alexandre Lerois (épisode 3)
- Alice Taglioni : Constance de Coulanges (épisode 4)
- Philippe Torreton : Thénard (épisode 4)
- Cyril Descours : Frédéric Delage (épisode 4)
- Nicolas Marié : Alfred de Longeville (épisode 4)
- Eriq Ebouaney : Vladimir (épisode 4)
- Andy Gillet : Pierre Gamblin (épisode 4)
- Alice de Germay : Lulu (épisode 4)
- Michaël Vander-Meiren : Marcel (épisode 4)
- Guillaume Bouchède : Paul Verlaine (épisode 4)
- Marilou Berry : Jeanne Vasseur (épisode 5)
- Christophe Malavoy : César Ritz (épisode 5)
- Élodie Navarre : Albertine d'Alancourt (épisode 5)
- Clémentine Célarié : Madeleine Gassard (épisode 6)
- Gilbert Melki : Augustin Normand (épisode 6)
- Gauthier Battoue : Victor Darmont (épisode 6)
- Alain Doutey : Félix Faure (épisode 6)
- David Salles : Casimir Jambard (épisode 6)
- Julien Pestel : Nicolas Beaulieu (épisode 6)
- Gérard Hernandez : Le général Richmond (épisode 6)
- Mélanie Bernier : Victoire Missenier (épisode 7)
- Pascal Elbé : César Garbot (épisode 7)
- Thierry Frémont : Inspecteur Levallois (épisode 7)
- Guillaume Labbé : Arthur Marcellin (épisode 7)
- Thomas Coumans : François Lioret (épisode 7)
- Valérie Dashwood : Mme Joseph (épisode 7)
- Didier Vinson : Augustin Missonnier (épisode 7)
- Jean-Noël Cnokaert : Gustave Vinson, le bibliothécaire (épisode 7)

## Audiences
| Épisode                  | Date de diffusion | Acteurs notables                  | Audience moyenne          | Audience moyenne |
| Épisode                  | Date de diffusion | Acteurs notables                  | Nombre de téléspectateurs | PDA              |
| ------------------------ | ----------------- | --------------------------------- | ------------------------- | ---------------- |
| Mystère au Moulin-Rouge  | 10 juin 2011      | Émilie Dequenne; Grégory Fitoussi | 4 250 000                 | 17,9 %           |
| Mystère à l'Opéra        | 4 janvier 2017    | Mathilda May, Antoine Duléry      | 4 000 000                 | 16,2 %           |
| Mystère à la tour Eiffel | 11 janvier 2017   | Aïssa Maïga, Marie Denarnaud,     | 4 000 000                 | 16,4 %           |
| Mystère au Louvre        | 27 décembre 2017  | Alice Taglioni, Philippe Torreton | 4 441 000                 | 19,2 %           |
| Mystère place Vendôme    | 3 janvier 2018    | Marilou Berry, Élodie Navarre     | 4 722 000                 | 19 %             |
| Mystère à l'Élysée       | 5 décembre 2018   | Clémentine Célarié, Gilbert Melki | 2 869 000                 | 12,4 %           |
| Mystère à la Sorbonne    | 19 décembre 2018  | Mélanie Bernier, Pascal Elbé      | 3 730 000                 | 15,4 %           |